# 그라나 파다노
그라나 파다노(이탈리아어: Grana Padano)는 북부 이탈리아의 포 강 유역 원산의 치즈로, 같은 그라나 치즈의 하나인 파르미자노 레자노 치즈와 유사하다. 그라나 파다노의 생산 규정은 파르미자노 레자노에 비해 덜 엄격한 편이다. 이 잘 으스러지는 경성 치즈는 본래 크림 생산 방식으로 지방을 반 정도 제거하고, 살균하지 않은 우유를 사용한다. 제조가 치즈 생산에 본연의 원재료를 사용하고, 정식 절차를 밟아 진행되었음을 증명하기 위해, 그라나 파다노는 1954년부터 이탈리아의 원산지 보호 인증을 받았고, 1996년부터는 유럽 연합의 원산지 명칭 보호(PDO) 인증도 받아, 리스본 합의 및 양측면 협의에 따라 여러 국가에서 원산지 보호를 받고 있다.

## 명칭
치즈의 명칭은 알알이 있는 입자를 듯하는 이탈리아어 단어 그라나(grana)와 "포 강 유역에서 왔다는 것을 뜻하는 지소사 파다노(padano)가 붙어 만들어졌다.

## 역사
그라나 파다노는 키아라 수도원의 수도승들이 12세기에 만든 것으로 거슬러 올라간다. 그라나 파다노 치즈는 상하지 않고 오래 보관 가능하며, 2년까지 숙성시키기도 했다. 제작 방식은 에밀리아-로마냐 주의 특산물인 파르미자노-레자노와 유사하지만, 더 넓은 영역에서 다른 규정과 관리를 한다.

## 생산
파르미자노 레자노와 마찬가지로, 그라나 파다노는 최소 9개월간 숙성된 반 탈지 경성 치즈이다. 품질 검사를 통과한 치즈에는 불로 그라나 파다노 상표가 찍힌다. 소 젖은 하루에 두 번씩 짜서 획득한다. 저녁에 짠 우유는 표면에 올라온 지방층을 제거하고 아침에 짠 우유와 섞는다. 일부 탈지한 우유는 청동제 주전자로 옮겨담겨 응고한다. 이 과정에서 생산된 응유는 과립의 크기가 쌀알 정도 될 정도로 잘라져 특유의 식감이 나게 만들고, 이후 53–56 °C (127–133 °F)까지 가열한다. 치즈는 1년 내내 생산되며, 생산된 해는 물론 계절별로 맛이 달라진다. 파르미자노 레자노 치즈와 유사하나, 더 알려고 숙성 기간이 긴 파르미자노 레자노와 비교해서 숙성 기간이 짧은 그라나 파다노 치즈는 덜 바스러지고, 순하며, 맛이 덜 입체적이다.
그라나 파다노 치즈는 포 강 유역의 150개 공잔에서 생산되며, 연간 76,724톤이 생산된다.

## 상세
그라나 파다노 치즈의 휠은 원통 모양으로, 옆면이 볼록하며 윗면과 아랫면이 거의 평평하게 되어 있다. 직경이 약 35-45cm정도이며, 두께가 15-18cm정도 된다. 치즈휠의 질량은 하나당 24-40kg정도 된다. 가느다란 치즈 껍질은 옅은 노란색을 띈다.
그라나 파다노는 숙성 과정에 따라 3단계로 분류된다:
- "그라나 파다노" (9~16개월): 식감이 부드럽고, 알갱이가 약간만 느껴진다
- "그라나 파다노 16개월 이상"(oltre 16 mesi, 16개월 이상): 알갱이가 더 잘 느껴지며, 특유의 맛이 더 느껴진다
- "그라나 파다노 보존품"(Riserva, 20개월 이상): 알갱이가 잘 느껴지고, 잘 으스러지며, 특유의 맛이 가장 잘 느껴진다

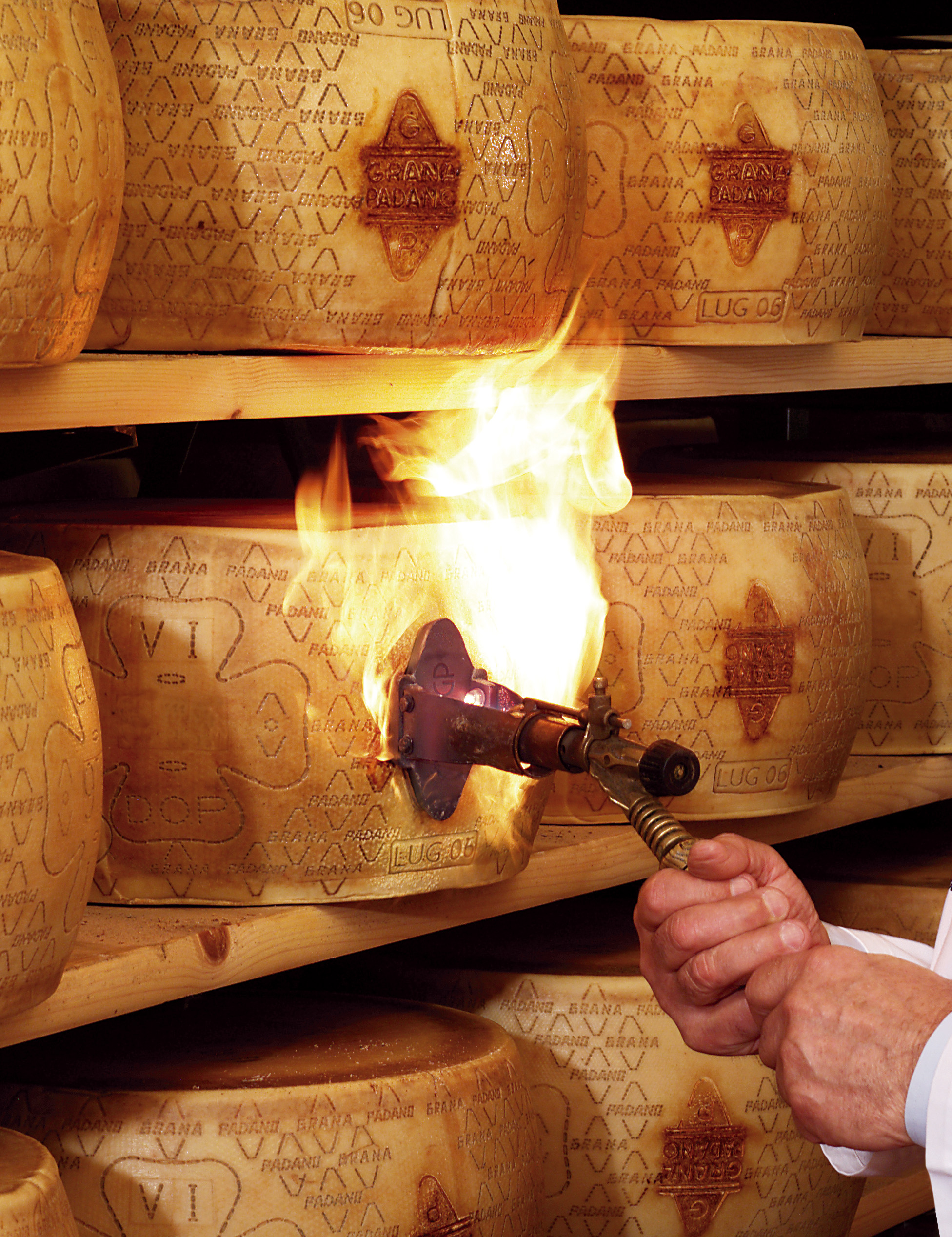
9개월이 숙성된 치즈휠은 품질 검사를 실시하여 통과할 경우, 불로 그라나 파다노 상품표가 새겨진다.

그라나 파다노는 대게 치즈 결정이 박혀 있는데, 이는 반경성에 모래같은 질감의 결정체로, 대게 티로신 아미노산을 어느정도 함유하고 있다.

## 영양성분
원산지 보호 인증을 받은 그라나 파다노 100g을 생산하기 위해 1.5리터의 신선하며, 지방을 일부 뺀 생산지의 우유가 필요하다. 그라나 파다노 생산 및 숙성 절차에서 생물학적 가용능 비타민과 무기질을 결정하고, 9가지 필수 아미노산을 포함한 소화하기 좋은 단백질 공급원이다. 더 나아가, 그라나 파다노는 특유의 생산 및 숙성 방식에 따라 지질을 크게 줄여 락토스가 적다. 100g의 그라나 파다노 치즈에는 10mg 미만의 유당 성분이 있다.
원산지 보호를 받는 그라나 파다노는 소의 여물에서 치즈휠의 상품 인장 절차까지 생산 체계 모두가 규정되어 있으며, 원산지 보호를 받는 그라나 파다노의 평균 영양성분량과 열량의 편차는 매우 적어 섭취한 영양을 ㄱ산하기 용이하다.
100g의 원산지 보호 그라나 파다노 치즈는 약 398kcal(1,666kJ)정도의 열량을 낸다.
다음 영양성분표는 그라나 파다노 100g을 기준으로 되어 있다.
| 주 영양소        |           |
| 수분             | 32 g      |
| 열량             | 398 kcal  |
| 총 단백질량      | 33 g      |
| 총 아미노산량    | 6 g       |
| 지방             | 29 g      |
| 식이섬유         | 0 g       |
| 회분             | 4.6 g     |
| 탄수화물         |           |
| 당분             | <1 g      |
| 무기질           |           |
| 칼슘             | 1165.0 mg |
| 인               | 692.0 mg  |
| 칼륨             | 120 mg    |
| 마그네슘         | 63 mg     |
| 아연             | 11 mg     |
| 동분             | 0.5 mg    |
| 철분             | 0.14 mg   |
| 칼슘 / 인 비율   | 1.7       |
| 염분             | 1.5 g     |
| 요오드           | 35.5 µg   |
| 셀레늄           | 12 µg     |
| 비타민           |           |
| 비타민 A         | 224 µg    |
| 비타민 B1        | 20 µg     |
| 비타민 B2        | 0.36 mg   |
| 비타민 B3        | 3.0 µg    |
| 비타민 B6        | 0.12 mg   |
| 비타민 B12       | 3.0 µg    |
| 비타민 D3        | 0.5 µg    |
| 비타민 E         | 206 µg    |
| 판토텐산         | 246 µg    |
| 콜린             | 20.0 mg   |
| 비오틴           | 6.0 µg    |
| 지질             |           |
| 포화지방         | 18.4 g    |
| 단일불포화지방산 | 7.4 g     |
| 다불포화지방산   | 1.1 g     |
| 콜레스테롤       | 98.3 mg   |

## 참고
1. ↑  그라나 파다노는 원산지 명칭 보호를 받는 치즈들 중 가장 생산량이 많다.[4]